# Saint Mary's University (Calgary)
La Saint Mary's University (StMU) è un'università privata di indirizzo cattolico con sede a Calgary, nell'Alberta, Canada.
La creazione di un college cattolico da affiliare alla University of Calgary fu proposta nel 1985 da Thomas Mohan, dei preti di San Basilio, alle autorità provinciali dell'Alberta. Il Saint Mary's College ottenne il riconoscimento civile il 18 settembre 1986 e il 16 giugno 2004 fu elevato al rango di University.